# Narrativa hipermedia
Una de las primeras definiciones del concepto de narrativa hipermedia corresponde a Isidro Moreno y es del año 1996. En efecto, en su tesis doctoral titulada La convergencia interactiva de medios: hacia la narración hipermedia afirma que “la narrativa hipermedia da cuenta de los procesos herísticos, morfológicos, taxonómixos, analíticos y de lectura de la narratividad producto de la convergencia de sustancias expresivas procedentes de distintos media (imagen visual, auditiva y tipográfica, y, eventualmente, extraterritorial) amalgamadas interactivamente por programas informáticos, que manifiesta su especificidad como historia multitélica interrelacionada y como plurimanifestación discursiva integrada solo cuando un lectoautor recrea la obra” (Moreno, 1996, p. 45).
Esta definición, cargada de conceptos que a fines del siglo pasado resultaban muy innovadores, insiste en algunos aspectos centrales de lo que se entiende como narrativa hipermedia, a saber, la no linealidad, la convergencia de medios, la interactividad, la descentralización del autor y el papel determinante del lector.  Siguiendo a Moreno (2012), podemos entender que Hipermedia es sinónimo de multimedia interactivos, que en el uso coloquial se reduce a multimedia. Pero no debe olvidarse que multimedia es una suma de medios, no una convergencia interactiva de medios, como lo es la narrativa hipermedia.
Las nuevas tecnologías de la información han sido las principales responsables de las nuevas posibilidades de dividir los relatos en diversas unidades formales y de sentido. Los términos nexo, red, trama, trayecto cobran especial importancia para la construcción de una narrativa hipermedia: lo que una red ofrece es un espacio en el que se puede entrar desde cualquier punto, ya sea desde los espacios nodales o desde los intersticiales, pero también ofrece la libertad de los recorridos en diferentes direcciones y sentidos.
Las narraciones hipermedias se alejan del concepto tradicional de literatura: están hechas para oírlas, verlas, participar o jugar con las historias. El concepto permite comprender las posibilidades creativas que ofrece la red al lector. Dicho de otro modo, una estructura en red libera de una lectura lineal al lector y le permite hacer reordenaciones del material textual, jerarquizar de otro modo los contenidos. Así, el lector cobra un tanto de autoría al reestructurar el material de lectura. El lector se convierte en autor, en lectoautor, en términos de Moreno.  

## Algunas características de los textos de narrativa hipertextual
- la no linealidad,
- la linealidad múltiple,
- la fragmentación de la estructura del relato,
- la polifonía y la diversidad de voces,
- la multinarración,
- la interactividad,
- la utilización de algunos recursos y mecanismos estructurantes como esquemas espaciales,
- la atención a los palimpsestos con la hipertextualidad y transtextualidad (intertextualidad, paratextualidad, metatextualidad, architextualidad...)
- la mezcla de medios, modos y géneros,
- la trama multidimensional, casi infinita,
- la inclusión de otros textos dentro del texto,
- el establecimiento de nexos programados fijos y variables, aleatorios o combinados,
- la convergencia de medios,
- la renuncia a la conclusión,
- la suspensión del final,
- la pluralidad narrativa multitélica, multipórica, multifórica,
- la reversibilidad espaciotemporal,
- la indeterminación en las narraciones interactivas
- la dialéctica entre juego y relato,
- la saturación narrativa por exceso de recursos hipertextuales,
- la prevalencia de la estructura organizativa frente al contenido.

La presencia de todas estas características en el texto no es necesaria. En algunos textos narrativos se dan y en otros no. Su combinación, duración, frecuencia, orden y jerarquía nos llevaría a proponer diversas tipologías para clasificar la narrativa hipermedia desde el punto de vista hipertextual. 

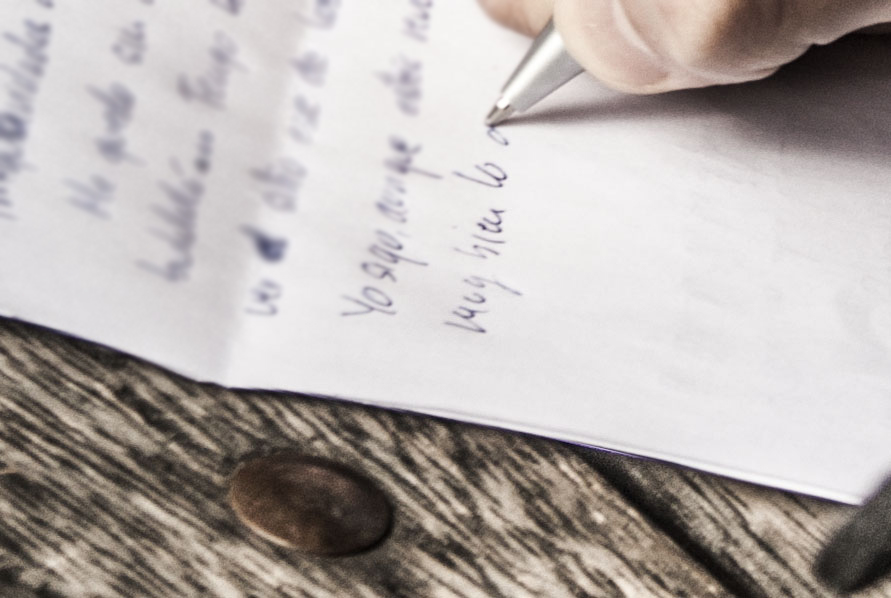
Recordando textos lineales

## Potencialidad de la narrativa hipermedia en la educación
El concepto de hipermedia en toda su extensión, desde un punto de vista educativo, suscita conceptos tan importantes como la valoración de lo diverso, lo diferente, la búsqueda de alternativas a los problemas, no despreciar nunca la información, la opinión, lo colateral, ya que con frecuencia puede ser la clave para solucionar los problemas que se nos presentan. Nos enseña a contemplar alternativa, sucesiva, simultáneamente, diversas informaciones relacionadas entre sí, volver atrás, dar saltos, reordenar y reestructurar los elementos, estar despiertos para percibir elementos nuevos y no previstos, resultado de las asociaciones entre elementos.
La hipertextualidad es un campo magnífico para el desarrollo de la capacidad creativa de los sujetos, tanto del autor como del lector. Así como la narrativa hipermedia exige un lector que tome parte activa en la construcción contextual, al leer el texto cuestionando las prerrogativas tradicionalmente concedidas al autor, así también las relaciones entre el profesor y el alumno han cambiado y, a veces, hasta intercambiado sus funciones. Hay que recordar que unos y otros manejan textos para su comunicación y donde hay un texto existe la posibilidad de crear un hipertexto. Uno de los principales efectos del hipertexto electrónico, ha dicho Landow (1995, citado en García García, s.f., secc. El autor y el lector..., párr. 4), es la forma en que cuestiona las nociones convencionales de enseñante, estudiante y de la institución en que se desenvuelven.
Esto implica, siguiendo a García García, (s.f.), una reconfiguración de la enseñanza. Ahora bien, reconfigurar la enseñanza es reconfigurar los sujetos de la educación en sus diversos niveles de intervención, aunque muy especialmente el profesor y el alumno. Hay que reconfigurar los métodos, las técnicas y, sobre todo, hay que cambiar la filosofía de la enseñanza misma. En efecto, “la focalización docente se ha de desplazar de la enseñanza al aprendizaje, de los sistemas de aprendizaje lineal al no lineal, de un aprendizaje deliberado y explícito a un aprendizaje implícito e incidental” (García García, s.f., secc. El autor y el lector..., párr. 4).
Como ya dijimos, las narrativas hipermedia están se caracterizan por basarse en la autoridad de muchos, como sistema autoestructurador de orden, compuesto de individuos autoinventores y autosuficientes, cuya estructura cambia constantemente de acuerdo con las cambiantes necesidades y condiciones. La autoría no es prerrogativa de la creación del relato. En primer lugar porque no suele haber un autor central, sino un autor o varios que comparten la autoría a diversos niveles con distintas funciones y con diferentes aportaciones, con otros autores y con el lector que exige su participación activa como lecto-autor. Esta es una idea que puede ser transferida de manera inmediata a la educación. Como dice García García (s.f., secc. La heterarquía de los textos..., párr. 3), “la condición previa a esa transferencia es que el profesor no sea el autor central como posicionamiento de la historia ni de la historia narrativa como práctica educativa, ni el autor central en la historia de vida de la acción educativa heterarquía frente a jerarquía”. La pérdida de la jerarquía no presupone el desorden como sistema, ni la pérdida de autoridad del profesor. La heterarquía lo que conlleva es el ejercicio de la función, el compartir tareas.

## A modo de cierre
El hipertexto es un texto abierto susceptible de recibir nueva información, virtualmente es un texto infinito. El autor, el primer autor, en ese sentido no deja de ser inconcluso, un autor inacabado, pero cuando vuelve al texto, el autor que lee es lector de sí mismo y lee también lo que las nuevas autorías han ampliado, modificado, eliminado. A su vez el lector que ya ha sido autor material de nuevo fragmento del discurso, crea, deja abierto el texto en su porosidad misma, cambiado en su totalidad y reconducido en su destino multitélico. No hay forma de cerrar definitivamente ninguna narrativa hipertextual, porque cada rama inaugura una nueva senda en la marca de cada yema.
Roland Barhes (1994, p. 69) considera el hipertexto como el texto ideal y describe sus características indicando que no está constituido por una fila de palabras de las que se desprende un único sentido teológico en cierto modo (pues sería el mensaje del autor Dios), sino por un espacio de múltiples dimensiones en el que se concuerdan y se contrastan diversas escrituras, ninguna de las cuales es la original el texto es un tejido de citas provenientes de los mil focos de la cultura.
“Navegar por los espacios narrativos del relato hipermedia es un ejercicio de libertad textual, que sólo se convierte en lectura cuando se navega con sentido, cuando se va en busca de una dirección, cuando se es atraído por un final. No cuando se va sin rumbo, cuando no se sabe dónde se está, entonces se está extraviado. Aunque bien nos podamos conceder, de vez en cuando, navegar por navegar” (García García, s.f., secc. Espacio y navegación... párr. 1).